# خطاهای مادرزادی متابولیسم
خطاهای مادرزادی متابولیسم یا خطاهای ارثی متابولیسم دسته وسیعی از اختلالات ژنتیکی، چون اختلالات ارثی متابولیسم را شامل می شود. عمده این اختلالات ناشی از نقص ژن‌هایی اند که آنزیم های تسهیل‌گر تبدیل مواد مختلف (سوبستراها یا بسترها) به دیگر محصولات را کد می کنند. در بسیاری از اختلالات، به علت تجمع مواد سمی مداخله گر در عملکرد طبیعی، یا کاهش توانایی سنتز ترکیبات اساسی، مشکلاتی ایجاد می گردد. خطاهای ارثی اغلب به صورت بیماری‌های متابولیکی مادرزادی یا اختلالات متابولیکی ارثی نیز نامگذاری می شوند. عبارت inborn errors of metabolism توسط پزشک بریتانیایی، آرچیبالد گارود (۱۸۵۷-۱۹۳۶)، در ۱۹۰۸ ابداع شد. او به خاطر پیش‌بینی فرضیه "یک ژن-یک آنزیم" براساس مطالعاتش بر روی طبیعت و وراثت بیماری ادرار سیاه (آلکاپتونوریا)، معروف است. اثر مهم او، Inborn Errors of Metabolism در ۱۹۲۳ منتشر شد.

## پیوندهای بیرونی
- مؤسسه ملی سلامت offers the office of rare diseases, home reference[پیوند مرده], medlineplus and health information.